# 馮天馭
馮天馭（1503年—1564年），字應房，號午山，湖廣黃州府蘄州人，明朝政治人物。嘉靖乙未進士，官至刑部尚書。

## 生平
嘉靖七年（1528年）戊子科湖廣鄉試第五十九名舉人。嘉靖十四年（1535年）中式乙未科會試第一百十五名，登第三甲第一名進士。授大理寺評事，除陜西道監察御史，提調南直隸學校。嘉靖十九年（1540年）以病歸。嘉靖二十二年（1543年），補河南道監察御史，再度督學南畿。嘉靖二十五年（1546年）遷大理寺右寺丞，次年轉左寺丞。嘉靖二十八年（1549年）升大理寺右少卿，次年轉左少卿。嘉靖三十二年（1553年）以都察院右僉都御史協管都察院事。嘉靖三十三年（1554年）晉左副都御史。嘉靖三十五年（1556年）升刑部右侍郎。嘉靖三十六年（1557年）改吏部右侍郎。嘉靖四十年（1561年）升任刑部尚書，同年回籍閒住。嘉靖四十三年（1564年）甲子二月卒。

## 家族
曾祖馮英；祖父馮翺，推官；父馮鵬，監生。母陳氏。慈侍下。弟天骏。